# Саломау, Томаж Аугусто
Томаж Аугусто Саломау (порт. Tomaz Salomão; 16 октября 1954, Иньярриме , Португальский Мозамбик) – мозамбикский политический и государственный деятель, министр транспорта Мозамбика (2000–2005), министр экономики и финансов Мозамбика (1994–2000), исполнительный секретарь Сообщества развития Юга Африки (SADC) (2005–2013), доктор наук Университета Джонса Хопкинса. Член ЦК партии ФРЕЛИМО.

## Биография
Член ФРЕЛИМО. Получил академическое образование в Мозамбике, став сертифицированным бухгалтером в 1972 году. В 1976 году получил степень бакалавра экономики, в 1990 году он получил степень магистра экономики в Университете им. Эдуарду Мондлане в Мапуту, где также преподавал экономику. Доцент.
Получил докторскую степень по экономике в Университете Джонса Хопкинса.
Почти два десятилетия работал на руководящих должностях в политике и экономике Мозамбика. С 1994 по 2000 год – в Министерстве финансов и экономики. Сначала в качестве заместителя министра финансов и планирования, а затем с 1994 года он возглавил министерство. Как министр финансов был представителем Мозамбика в Африканском банке развития.
В 2000–2004 годах занимал пост министра транспорта и связей с SADC
На парламентских выборах 2004 года был избран членом парламента Мозамбика.
В августе 2005 года был назначен исполнительным секретарём SADC.
Женат, имеет двоих детей.